# Wilhelmina Magdalene Stuart
Wilhelmina Magdalene Stuart (1895-1985) est une télégraphiste néo-zélandaise célèbre.

## Biographie
Elle naît le 9 août 1895 de Wilhelmina Catherine Bohning, une tailleuse, et Abraham Francis Stuart, rédacteur pour l'Otago Daily Times.
À seize ans, elle commence la confection de robes à Brown, Ewing and Company à Dunedin. Elle étudie ensuite la sténographie et la dactylographie, et en 1916, elle rejoint la poste néo-zélandaise.
Elle meurt le 3 juillet 1985.

## Carrière
À ses débuts à la poste, elle fait partie d'une promotion de 25 femmes de 18 à 21 ans. Elles sont entraînées à la télégraphie pour remplacer les hommes partis en guerre. À leur retour, elles doivent quitter leur emploi.
Le 27 mars 1917, Stuart rejoint le personnel permanent des PTT au bureau de Dunedin. Alors que les anciens combattants reprennent leur emploi, elle garde le sien, et en 1933, elle est la seule femme d'un bureau de 40 personnes environ.
Elle commence sa carrière sur le matériel manuel, en transmettant et en recevant des messages en morse, à transcrire en télégrammes. En 1925, elle devient la première femme de Dunedin à faire fonctionner le nouveau système Murray. Cet équipement, conçu par Donald Murray, transmet jusqu'à 4 messages à la fois, à jusqu'à 40 mots par minute. Il est inauguré en décembre 1921. Pendant la seconde guerre mondiale, elle travaille de nuit, entre deux heures et six heures du matin.
Les femmes de sa génération sont bloquées en bas de la hiérarchie des télégraphes, à la classe VII. En septembre 1944, la cour néo-zélandaise des PTT retient son appel, qu'elle a créé pour protester contre son absence de promotion. Elle est la première femme à obtenir gain de cause : elle passe Classe VI, et son salaire est augmenté de 15 livres ; il passe de 305 à 320 livres par an. En avril 1945, les hommes de son département reçoivent une augmentation, mais son chef, J. G. Young, refuse de la lui accorder.
Elle prend sa retraite en 1951, et parvient à obtenir la même pension de retraite (6 mois de plein salaire) que les hommes, plutôt que la demi-pension généralement obtenue par les femmes. D'autres femmes suivent son exemple, et la Poste met en place l'égalité des salaires au début des années 1960.